# 시오자와정
시오자와정(塩沢町)은 니가타현 남부 미나미우오누마군의 정이다. 2005년 10월 1일에 미나미우오누마시에 편입 합병했기 때문에 소멸했다. 주위를 2,000m급 산들로 둘러싸여 겨울에는 강설이 많다. 시오자와산 우오누마 고시히카리와 스키가 유명하다.

## 역사
- 1889년 4월 1일 - 정촌제 시행과 함께 미나미우오누마군 시오자와촌이 성립하였다.
- 1900년 11월 6일 - 정으로 승격해 시오자와정이 되었다.
- 1906년 4월 1일 - 요시자토촌, 도치쿠보촌, 도미자네촌, 나카모쿠라이덴촌, 가미시마촌, 오토미촌 (일부)과 합병해 시오자와정이 선설되었다.
- 1956년 9월 30일 - 나카노시마촌과 합병해 시오자와정이 신설되었다.
- 1957년 2월 1일 - 이시우치촌, 우에다촌과 합병해 시오자와정이 신설되었다.
- 2005년 10월 1일 - 미나미우오누마시에 편입해 소멸하였다.

## 교통

### 철도
- 동일본 여객철도
  - 조에쓰선

### 도로
- 간에쓰 자동차도 - 시오자와 이시우치IC
- 국도 제17호선
- 국도 제291호선
- 국도 제353호선